# Wharton (Lincolnshire)
Wharton – przysiółek w Anglii, w Lincolnshire. Leży 25.6 km od Lincoln i 217.5 km od Londynu.
Wharton jest wspomniana w Domesday Book (1086) jako Ardes/Edreshope/Erdeshop/Erdesope.